# Hypericum bellum
Hypericum bellum är en johannesörtsväxtart. Hypericum bellum ingår i släktet johannesörter, och familjen johannesörtsväxter.

## Underarter
Arten delas in i följande underarter:
- H. b. bellum
- H. b. latisepalum

## Bildgalleri

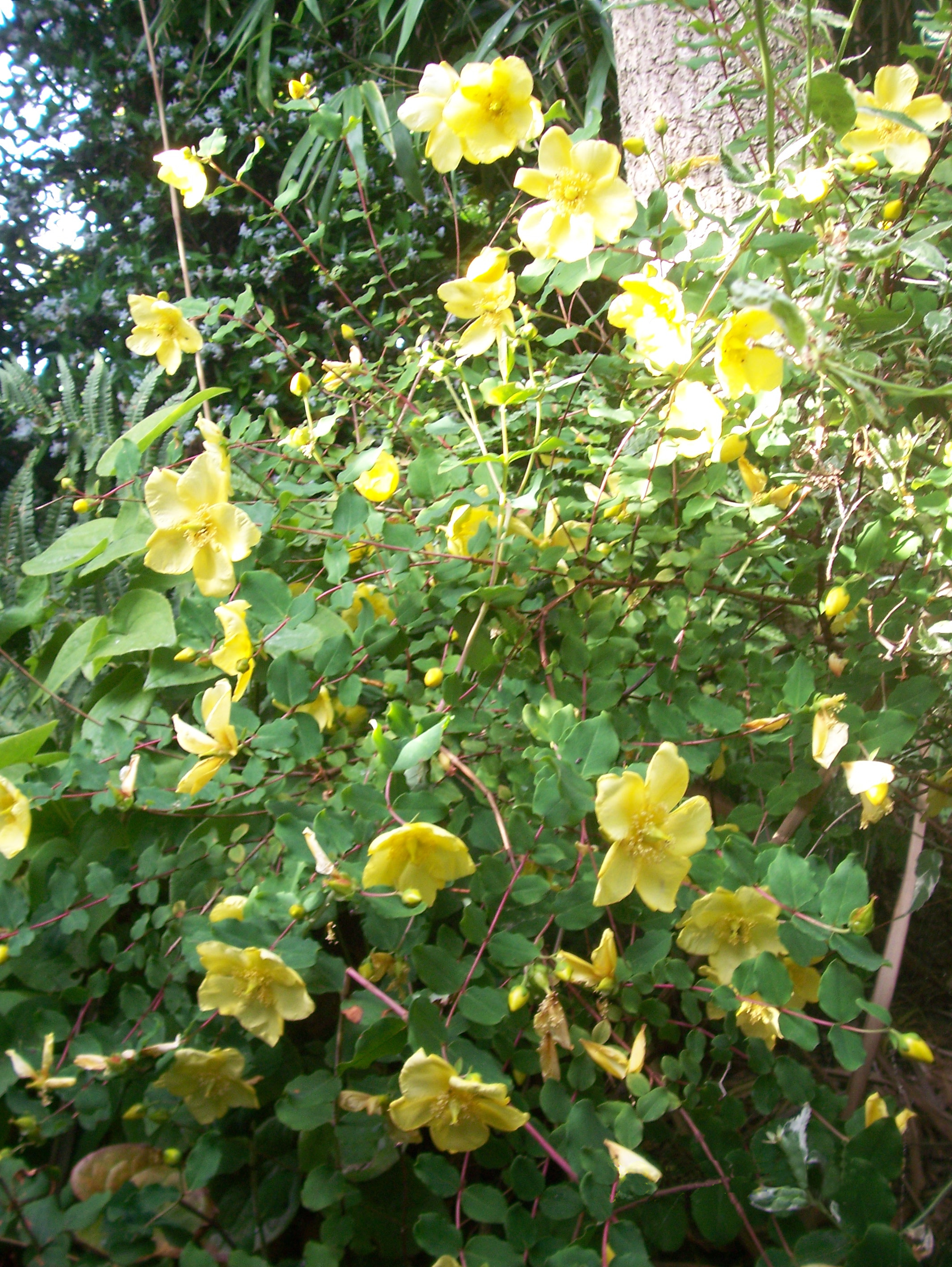
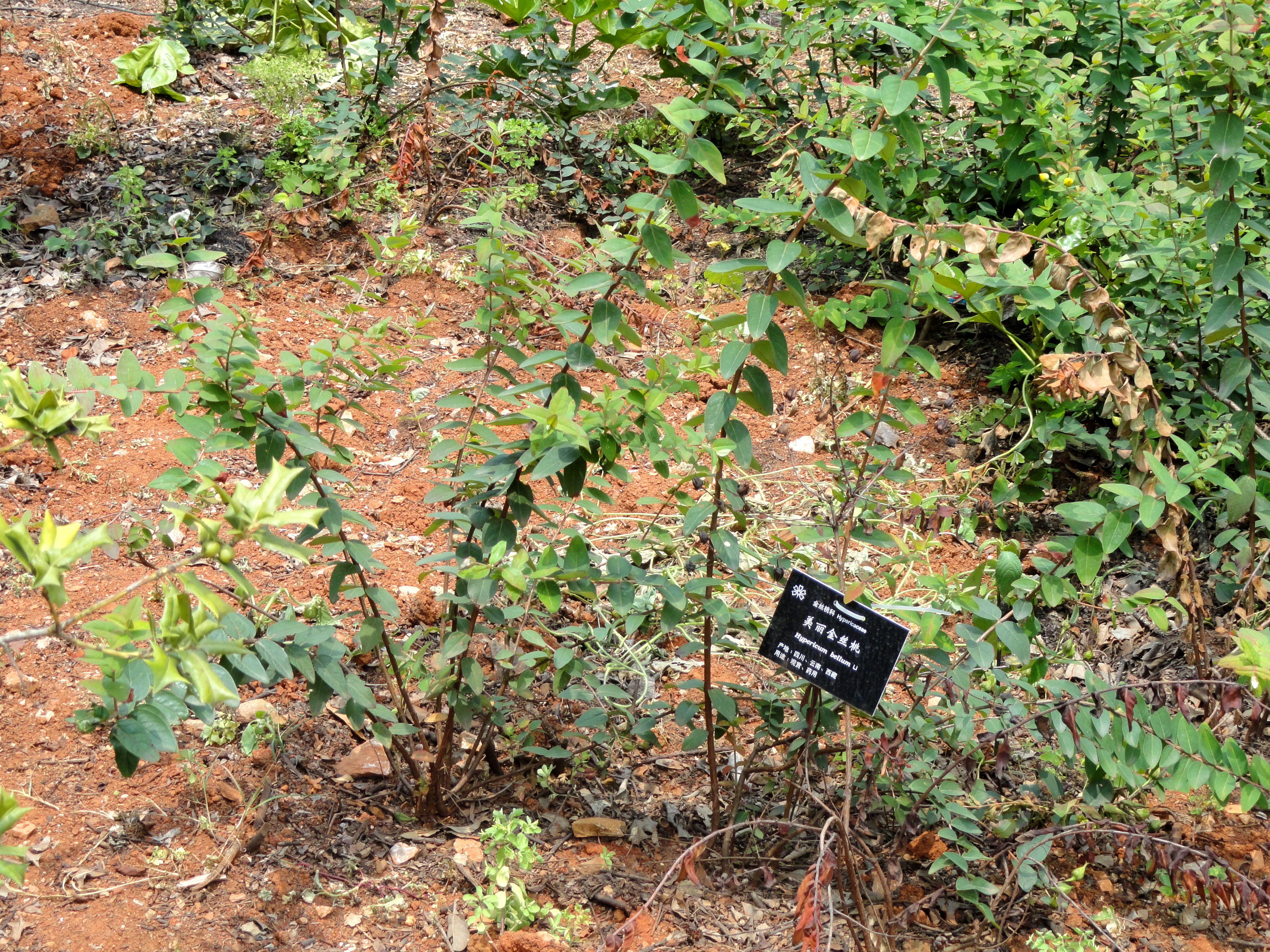
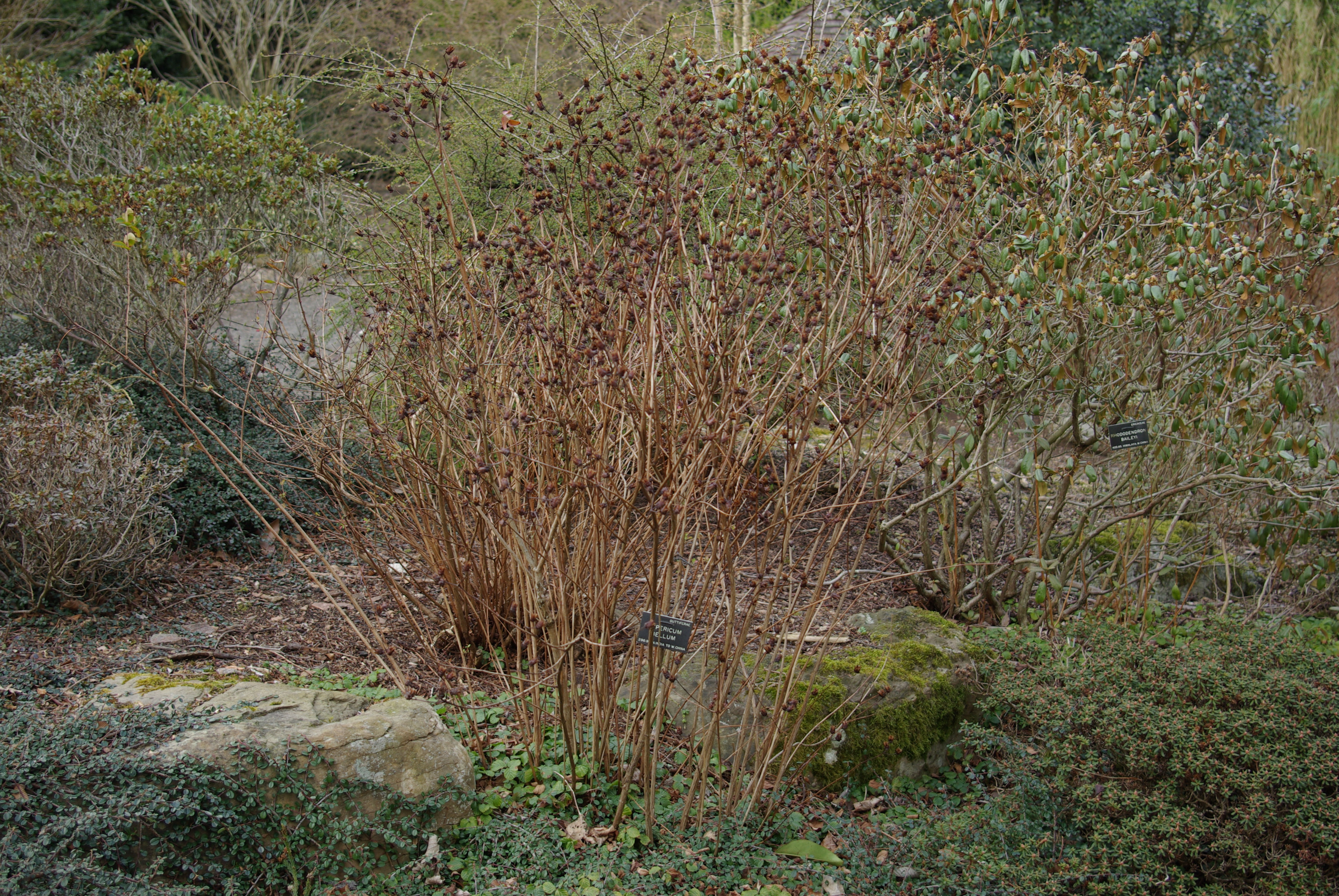